# Josep Cuevas
Josep Cuevas (Castelló de la Plana, 1785-1868) fou un advocat, militar i polític valencià. El 1806 es va llicenciar en dret a la Universitat de València i durant la Guerra del Francès va lluitar contra les tropes de Napoleó. El fet que mantingués una postura extremadament liberal va provocar ja el 1814 un primer exili a França, del que en va tornar el 1817. Fou nomenat aleshores oïdor de l'Audiència de València fins que el 1820 fou advocat dels Reials Consells. A les Corts del 1822 fou diputat suplent, però a la fi del trienni liberal s'apartà de la política i de 1830 a 1833 fou bandejat a Vallanca.
A la mort de Ferran VII tornà a estar força actiu com a cap del Partit Progressista a Castelló, i també fou el cap de la Milícia Nacional de Castelló durant la primera guerra carlina. Fou elegit diputat a Corts a les eleccions convocades després de l'aprovació de l'Estatut Reial de 1834, i reelegit a les de 1836, que foren suspeses pel Motí de la Granja de San Ildefonso. Novament diputat a les Corts de 1836 i 1837, fou reescollit per a les de 1843 però va dimitir per motius de salut. Posteriorment fou membre de la Diputació Provincial pel districte de Viver de 1856 a 1858.